# کوبریک ۱۰۲۲۱
سیارک ۱۰۲۲۱ (به انگلیسی: 10221 Kubrick، نامگذاری:1997UM9) ده هزار و دویست و بیست و یکمین سیارک کشف شده‌است که در ۲۸ اکتبر ۱۹۹۷ کشف شد.
قدر مطلق سیارک برابر ۱۴٫۰۰ است.